# Llan de Cubel
Llan de Cubel es un grupo de música folk español, basado en la música tradicional asturiana.
Es un referente y un grupo de culto dentro de la música folk asturiana, así como el de mayor renombre internacional de su ámbito.

## Historia
Llan de Cubel nació en 1984 al unirse una serie de músicos de Oviedo y Cudillero. Decidieron ponerle el nombre al grupo en honor a un monte del concejo de Pravia. En noviembre de ese año hizo su primera aparición pública en el II Certame d'Arpa Céltica d'Uviéu (II Certamen de Arpa Céltica de Oviedo, en castellano).

## Miembros
- Simon Bradley - Violín.
- Xel Pereda - Guitarra acústica y coros.
- Fonsu Mielgo - Percusión, teclados y coros.
- Xuan Rodríguez - Gaita asturiana y coros.

## Discografía

### Álbumes
- Deva (1987)
- Na Llende (1990)
- L'otru llau de la mar (1992)
- IV (1995)
- Un tiempu meyor (1999)
- Especial Interfolk (2002). Recopilatorio y temas en directo
- La lluz encesa (2019)

### Contribuciones
- Arpa céltica' (1985) (1 tema)
- Festival Interceltique de Lorient, 25 ans (1995) (1 tema)
- Naciones celtas - Buscando el norte (1997) (1 tema)